# Areia
Areia is een gemeente in de Braziliaanse deelstaat Paraíba. De gemeente telt 25.648 inwoners (schatting 2009).
De gemeente grenst aan Arara, Serraria, Alagoa Grande, Alagoa Nova, Pilões en Remígio.

## Geboren
- Pedro Américo (1843-1905), kunstschilder
- José Américo de Almeida (1887-1980), dichter en schrijver